# Ciro Guerra
Ciro Alfonso Guerra Picón (Río de Oro, Cesar, 6 de febrero de 1981) es un cineasta colombiano reconocido por su película El abrazo de la serpiente (2015), nominada al Óscar como mejor película extranjera (2016). Fue invitado a más de 60 festivales de cine de todo el mundo (incluyendo Cannes, Tribeca, Seúl, Bangkok, Seattle, Río de Janeiro y Guadalajara), ganador además de 15 premios y menciones en festivales como San Sebastián, Toulouse, Trieste, Mar del Plata, Varsovia, Austin, Quito, Santiago de Chile, Cartagena y La Habana. El 14 de enero de 2016 se anunció que su película El abrazo de la serpiente estaba nominada a un premio Óscar en la categoría de Mejor Película de Habla no Inglesa. En 2018 dirigió Pájaros de verano, elegida para representar a Colombia en la 91° edición de los Premios Óscar en la categoría Mejor película de habla no inglesa. En 2019 dirigió su primera película en idioma inglés, Waiting for the Barbarians, protagonizada por Johnny Depp y estrenada en el Festival de Cine de Venecia.

## Carrera
Guerra cursó estudios de cine y televisión en la Universidad Nacional de Colombia. Tras dirigir algunos cortometrajes, debutó con el largometraje La sombra del caminante en 2004 a la edad de 23 años. La película fue seleccionada como candidata colombiana en la categoría de Mejor Película en Idioma Extranjero en la edición número 78 de los Premios de la Academia, sin embargo no fue nominada. Su siguiente película, Los viajes del viento, compitió en la sección Un Certain Regard del Festival de Cannes de 2009 y fue nuevamente seleccionada como candidata colombiana en los Óscar.
Su película de 2015 El abrazo de la serpiente se proyectó en la Quincena de Realizadores del Festival de Cannes de 2015, donde ganó el premio C.I.C.A.E. Obtuvo el galardón a mejor película en los festivales de Odessa y Lima. La película también estuvo entre las nominadas a Mejor Película en Idioma Extranjero en los Óscar, siendo la primera película colombiana nominada en esta categoría.
El 22 de noviembre de 2017, Netflix ordenó la producción de la serie Frontera verde, basada en una idea original de Diego Ramírez Schrempp y Jenny Ceballos de Dynamo Producciones. Guerra fue acreditado como productor ejecutivo de la serie, junto a Diego Ramírez Schrempp, Andrés Calderón, Jorge Dorado y Cristian Conti. Frontera verde fue dirigida por Guerra, Laura Mora Ortega y Jacques Toulemonde Vidal y escrita por Mauricio Leiva-Cock, Antón Goenechea, Camila Brugrés, Gibrán Portela, Javier Peñalosa, María Camila Arias, Natalia Santa y Nicolás Serrano. La miniserie se estrenó en Netflix el 16 de agosto de 2019.
En 2018, Guerra estrenó su cuarto largometraje, Pájaros de verano. Filmada en el desierto de La Guajira, Guerra afirma que es "una especie de película de gángsteres, pero completamente diferente a cualquier película de este género que haya visto". Un año después, el director estrenó su primer largometraje en inglés, titulado Waiting for the Barbarians, una adaptación de la novela del mismo nombre. La película fue protagonizada por Mark Rylance y Johnny Depp y se estrenó en el Festival de Cine de Venecia.

## Polémica
El 24 de junio de 2020, las periodistas Matilde de los Milagros Londoño y Catalina Ruiz-Navarro publicaron un informe en el sitio web Volcánicas en el que recogen y comentan ocho testimonios anónimos de ocho mujeres. Siete de ellas narran situaciones en las cuales Guerra las habría acosado sexualmente y una habla de hechos descritos como abuso. Los casos habrían ocurrido entre los años 2013 y 2020. La noticia ha sido publicada por distintos medio de comunicación en Colombia y del exterior. Guerra publicó un video rechazando las acusaciones. También interpuso dos tutelas y una demanda por cerca de 3500 millones de pesos (917 000 dólares). La demanda fue descrita por la Fundación para la Libertad de Prensa "como una estrategia de intimidación y acoso judicial".
La primera tutela buscaba retirar el artículo de la red, pero Guerra desistió antes de ir a juicio. La segunda tutela, que busca que el artículo sea rectificado, fue procesada por el Juzgado Quinto Penal de Bogotá, que el 19 de marzo falló en contra de Guerra. Este apeló la decisión y el 3 de mayo de 2021 el Tribunal Superior de Bogotá falló a su favor y les ordenó a las periodistas rectificar el contenido y ampliar la información. El 12 de mayo Londoño y Ruiz Navarro publicaron una versión extendida de su informe tras un proceso de edición en el que participó el periodista Daniel Coronell. En el nuevo informe, Londoño y Ruiz Navarro dicen que les llegaron "decenas de nuevos testimonios de mujeres que se sintieron acosadas" y publicaron una nueva denuncia anónima. Ninguna de estas acusaciones fue comprobada en instancia alguna, ni hubo nunca ningún tipo de cargo o proceso formal en contra de Guerra.Martínez, Olga. «"Tenemos derecho a no ser difamados por la prensa"». El Tiempo. Consultado el 18 de abril de 2023.

## Filmografía
| Año  | Película                   | Director | Guion | Productor |
| ---- | -------------------------- | -------- | ----- | --------- |
| 1998 | Silencio (Cortometraje)    | Sí       | No    | No        |
| 2000 | Alma (Cortometraje)        | Sí       | No    | No        |
| 2001 | Intento (Cortometraje)     | Sí       | No    | No        |
| 2004 | La sombra del caminante    | Sí       | Sí    | No        |
| 2006 | Documental Siniestro       | Sí       | No    | No        |
| 2009 | Los Viajes del Viento      | Sí       | Sí    | No        |
| 2013 | Edificio Royal             | No       | No    | Sí        |
| 2015 | El abrazo de la serpiente  | Sí       | Sí    | No        |
| 2018 | Pájaros de verano          | Sí       | No    | No        |
| 2019 | Waiting for the Barbarians | Sí       | No    | No        |

## Colaboradores
| Actor                    | La sombra del caminante (2004) | Los viajes del viento (2008) | El abrazo de la serpiente (2015) |
| Productor                |                                |                              |                                  |
| ------------------------ | ------------------------------ | ---------------------------- | -------------------------------- |
| Cristina Gallego         | No                             | No                           | No                               |
| Guion                    |                                |                              |                                  |
| Jacques Toulemonde Vidal |                                | (ast. Dir.)                  | No                               |
| Diseño de Producción     |                                |                              |                                  |
| Angélica Perea           |                                | No                           | No                               |

## Premios y distinciones
Premios Óscar
| Año  | Categoría                          | Película                  | Resultado |
| ---- | ---------------------------------- | ------------------------- | --------- |
| 2016 | Mejor película de habla no inglesa | El abrazo de la serpiente | Nominado  |

Festival Internacional de Cine de Cannes
| Año  | Categoría         | Película                  | Resultado |
| ---- | ----------------- | ------------------------- | --------- |
| 2015 | Premio Art Cinema | El abrazo de la serpiente | Ganador   |

Festival Internacional de Cine de San Sebastián
| Año  | Categoría                    | Película                | Resultado |
| ---- | ---------------------------- | ----------------------- | --------- |
| 2003 | Premios Cine en Construcción | La sombra del caminante | Ganador   |

- Ganador de los Premios Platino 2016 a la Mejor Dirección por El Abrazo de la Serpiente[29]
- Nominado a los Premios Platino 2016 al Mejor Guion por El Abrazo de la Serpiente[30]